# Franco Pincelli
Franco Pincelli (Albareto, 31 luglio 1914 – Mar Mediterraneo, al largo delle coste libiche, 23 gennaio 1942) è stato un calciatore italiano, di ruolo terzino sinistro.

## Biografia
Atleta di grande prestanza fisica, faceva parte del corpo dei bersaglieri nella cui banda suonava il clarinetto. 
Viene chiamato alle armi nel 1942 e viene imbarcato sul Victoria, una nave che verrà affondata dai Bristol Beaufort del 39º squadrone della RAF. Incuranti dei colpi della nutrita contraerea e degli attacchi dei Junkers Ju-88 tedeschi, i piloti inglesi andavano all'attacco caparbiamente e con coraggio, mettendo a segno un primo siluro sul lato dritto, di poppa, del Victoria che prese a rallentare vistosamente fino a fermarsi del tutto. Non paghi del primo colpo (alle ore 17:25), lanciano anche gli aerosiluranti Albacore dell'826º squadrone già imbarcato sulla Formidable, decollati a ridosso della linea di fuoco di Berca.. Alle 18:45, nonostante la vivace e determinata reazione contraerea delle scorte e l'abbattimento di alcuni velivoli inglesi, il Victoria è centrato da un secondo siluro e lentamente ma inesorabilmente comincia ad inabissarsi. Il comandante aveva ordinato alla gente di mettersi in salvo, ma egli rimase sulla nave con il suo stato maggiore per inabissarsi con essa. 
Non ancora trentenne, lasciò la moglie Iva Tosi e la figlia Gabriella. A lui è intitolato lo stadio del paese in cui viveva, Formigine.

## Carriera
Giocò in Serie A con Modena e Fiorentina.

## Palmarès

### Club

#### Competizioni nazionali
- Serie C: 1

Taranto: 1936-1937
- Coppa Italia: 1

Fiorentina: 1939-1940